# 今井絵理子
今井 絵理子（いまい えりこ、1983年〈昭和58年〉9月22日 - ）は、日本の歌手、女優、政治家。自由民主党所属の参議院議員（2期）、復興大臣政務官兼内閣府大臣政務官。SPEEDのメンバー（事実上の活動停止状態から、元メンバーと表記されることもある）。
結婚、出産を経てelly名義で音楽活動を再開。SPEED再結成後は今井絵理子名義で活動。2015年に島袋寛子と新ユニット「ERIHIRO」を結成した。2016年から参議院議員を務める。

## 来歴
沖縄県那覇市小禄出身。那覇市立宇栄原幼稚園、那覇市立宇栄原小学校、品川区立日野中学校(現・品川区立日野学園)、八雲学園高等学校卒業。沖縄アクターズスクール出身。
1996年1月13日、SPEEDとしてデビュー。
1998年10月28日、Eriko with Crunchとして初ソロ曲をリリース（SPEED「ALL MY TRUE LOVE」のカップリング曲）。1999年4月9日『L×I×V×E』が放映開始。同作品でドラマ初主演した（新垣仁絵と共演）。
2000年3月31日、SPEEDが解散。同年11月、さいたまスーパーアリーナでこけら落とし公演として行われた「NINAGAWA火の鳥」で舞台に初挑戦し、ロミ役(未来、古代)とヒロミ役(現代)の二役をこなした。2001年度ゴールデン・アロー賞演劇部門新人賞を受賞。
2004年5月、175RのSHOGOとの結婚を発表（当時妊娠5か月）。出産と育児のため一時休業。同年10月18日、第1子男児（後述の今井礼夢）を出産。
2005年6月、elly名義で音楽活動を再開。2006年2月、ミドリカワ書房とのデュエットCDを発売。
2007年9月24日、自身の公式サイトでSHOGOとの離婚を発表。長男の親権は今井が持つことが定められた。
2008年8月31日、『24時間テレビ 「愛は地球を救う」』で自身の長男の感音性難聴を告白。SPEEDミニライブを実施。放送終了後、完全復活を望む視聴者の声が数多く寄せられ、SPEEDの正式な再結成が決まった。同年11月12日、SPEED再結成第1弾「あしたの空」をリリース。
2009年5月10日、第2回『ベストマザー賞』を受賞。2010年4月、『みんなの手話』の生徒兼司会を担当（2011年3月まで）。
2015年8月26日、島袋寛子と結成した新ユニット「ERIHIRO」のデビューシングル「Stars」を発売。

### 2016年参議院議員選挙
2016年1月18日、聴覚障害者教育福祉協会のイベントに参加。イベント終了後、同団体会長の山東昭子から同年夏の参院選への立候補を打診された。同年2月9日、自由民主党は参院選比例区に今井を擁立すると発表した。
同年7月10日に行われた第24回参議院議員通常選挙に比例区より立候補し、初当選した。得票数は319,359票で、自民党の比例候補者の中で5位、改選された比例48議席の中で11位だった。山東派（後に麻生派に合流）に所属する。
2019年9月13日、第4次安倍第2次改造内閣で内閣府大臣政務官に任命される。
武田防災担当相の下で防災、中央防災会議、行政改革、死因究明等施策推進、カジノ管理委員会に関する事務。竹本科学技術・IT担当相の下で科学技術・イノベーション、総合科学技術・イノベーション会議、日本学術会議、遺棄化学兵器処理、原子力委員会、原子力発電施設等立地地域振興、日本医療研究開発機構・医療情報基盤、宇宙開発戦略推進、宇宙開発戦略本部、宇宙政策委員会、知的財産戦略推進、知的財産戦略本部、クールジャパン戦略。橋本女性活躍・男女共同参画担当相の下で女性活躍、男女共同参画を担当）。
2022年5月4日、鹿児島県徳之島で行われた「闘牛祭り」に参加した際、乗っていた牛からバランスを崩して転落し、病院に搬送され骨盤骨折の診断を受けた。参院選を控えていたが、当面安静のうえ1か月は歩行できず、車椅子での生活を余儀なくされることとなった。

### 2022年参議院議員選挙
2022年6月22日、第26回参議院議員通常選挙が公示され、再選を目指し比例区から立候補。6月30日、自民党本部で、今井と、東京都選挙区から立候補した生稲晃子の決起大会が開催。同大会に日本音楽事業者協会、日本音楽制作者連盟、コンサートプロモーターズ協会、日本音楽出版社協会の音楽業界4団体の代表らが訪れ激励し、今井と生稲に対する支持を表明した。
同年7月10日、参院選投開票。自民党は比例代表に特定枠2人を含め計33人の候補者を擁立し、18議席を獲得。今井は13番目の得票数（特定枠を含むと15番目）により、再選した。
同年8月9日、新型コロナウイルスに感染したことが判明した。
2024年3月28日より約1ヶ月間、体調不良により国会を欠席した。
2024年11月13日、第2次石破内閣にて復興大臣政務官兼内閣府大臣政務官に就任。

## 政策・主張

### 憲法
- 憲法改正について、2022年のNHK、毎日新聞社のアンケートで「賛成」と回答[22][23]。
- 9条改憲について、2022年の毎日新聞社のアンケートで「改正して、自衛隊の存在を明記すべきだ」と回答[23]。9条への自衛隊の明記について、2022年のNHKのアンケートで「賛成」と回答[22]。
- 憲法を改正し緊急事態条項を設けることについて、2022年のNHKのアンケートで「賛成」と回答[22]。

### 外交・安全保障
- 敵基地攻撃能力を持つことについて、2022年のNHKのアンケートで「どちらかと言えば賛成」と回答[22]。
- 普天間基地の辺野古移設について、2022年の毎日新聞社のアンケートで「どちらかと言えば賛成」と回答[23]。
- ロシアは2022年2月24日、ウクライナへの全面的な軍事侵攻を開始した[24]。日本政府が行ったロシアに対する制裁措置についてどう考えるかとの問いに対し、2022年のNHKのアンケートで「適切だ」と回答[22]。同年の毎日新聞社のアンケートで「今の制裁で妥当だ」と回答[23]。
- 2022年6月7日、政府は経済財政運営の指針「骨太方針」を閣議決定した。NATO加盟国が国防費の目標としている「GDP比2％以上」が例示され、防衛力を5年以内に抜本的に強化する方針が明記された[25]。「防衛費を今後どうしていくべきだと考えるか」との問いに対し、2022年のNHKのアンケートで「ある程度増やすべき」と回答[22]。
- 徴用工訴訟問題や慰安婦問題などをめぐり日韓の対立が続くなか、関係改善についてどう考えるかとの問いに対し、2022年の毎日新聞社のアンケートで、選択肢以外の回答をした[23]。

### ジェンダー
- 選択的夫婦別姓制度の導入について、2022年のNHKのアンケートで「賛成」と回答[22]。
- 同性婚を可能とする法改正について、2022年のNHKのアンケートで「賛成」と回答[22]。
- クオータ制の導入について、2022年のNHKのアンケートで「どちらかと言えば反対」と回答[22]。

### その他
- アベノミクスについて、2022年の毎日新聞社のアンケートで「当面は継続すべきだ」と回答[23]。
- 「原子力発電への依存度を今後どうするべきか」との問題提起に対し、2022年のNHKのアンケートで「下げるべき」と回答[22]。
- 国会議員の被選挙権年齢の引き下げについて、2022年の毎日新聞社のアンケートで「賛成」と回答[23]。
- 2016年の米国大統領選挙について「ドナルド・トランプとヒラリー・クリントンのどちらを支持するか」との問いに対し、2016年の毎日新聞社のアンケートで回答しなかった[26]。
- 2016年2月8日、高市早苗総務大臣は、放送局が政治的公平性を欠く放送を繰り返した場合、放送法4条違反を理由に電波停止を命じる可能性に言及した[27][28]。安倍晋三首相は2月15日の衆議院予算委員会で野党の批判に反論し、高市の発言を擁護した[29]。政府の姿勢をどう思うかとの問いに対し、2016年の毎日新聞社のアンケートで回答しなかった[26]。

## 人物
- 身長は158cm。血液型はO型。兄と姉がいる。
- 宇多田ヒカルや中島美嘉、安達祐実、伊藤薫と交流がある。元夫とも交友は続いており楽曲の提供を受けるなど、関係は良好である。
- 近年ではインディーズで活動している手話ロックバンド、こころおととも、手話指導などを通しての交流が活発である。自身の長男が聴覚障害者[注 2]であることをきっかけに、ライフワークとして音楽プロデューサーのGajinと共に全国各地のろう学校、特別支援学校や福祉イベントで講演、ミニコンサートなどを行っている。自身の長男もミニコンサートで踊りを披露[注 3]。本人はRADWIMPSと椎名林檎のファン。
- 高橋みなみと顔が似ていると言われることから、共演時に写真を撮影しブログに掲載したことがある[31]。
- 2011年9月22日USTREAMにて自身の誕生日パーティーを配信した際には、Eriko with Crunchの元メンバー4人や宮良忍、早瀨憲太郎、構成作家のtomoco、等がお祝いに訪れ、抽選で選ばれた一般のファン3組も招待された。その中の1組のカップルは番組内で公開プロポーズを行い今井承認のもと結ばれた。他に楽曲提供がきっかけで辻仁成、中山美穂、BENNIE KのYUKIとも交流がある。
- ヘビースモーカーである[32]。
- 長男の今井礼夢は、2020年12月にプロレスラーデビューした[33]。

## 騒動・不祥事

### 公職選挙法違反
2016年10月16日、新潟県知事選挙の投票日当日に候補者である森民夫のハッシュタグを付けてTwitterに投稿。投票日当日の選挙運動を禁じる公職選挙法129条違反の疑いを指摘され、当該ツイートを削除した。

### 不倫報道
2017年7月27日、週刊新潮が自民党の神戸市議会議員・橋本健との不倫疑惑を報じた。今井のマンションや大阪府内のホテルに2人で滞在する姿が確認されたと報じている。橋本は妻子がおり、妻とは別居状態にあるが、離婚は成立していない。週刊新潮の取材に対し、今井は好意を持っていることは認めながらも「男女の関係はありません」と回答した。
同日、今井は記者会見で「ご支援していただいた方々への信頼を裏切ってしまったことを本当に心から深く反省している。お騒がせして本当に申し訳ない」と謝罪した。
また、橋本も報道を概ね認め上で、「騒動は今井議員による略奪不倫ではなく、私が積極的に交際を迫ろうとした」「私自身の婚姻関係は破綻しているが、認識の甘さで軽率な行為をとってしまったと反省している」とコメントを出した。

## ディスコグラフィ
- 収録曲、タイアップ等の詳細は各項目を参照
- 今井絵理子名義ではないものはタイトル横に()表記

### シングル
- 一般流通の無い作品は序数詞を除外

|      | タイトル                                | 発売日         | レーベル           | 規格品番   | 備考          | 収録アルバム                  |
| ---- | --------------------------------------- | -------------- | ------------------ | ---------- | ------------- | ----------------------------- |
| 1st  | Red Beat of My Life (Eriko with Crunch) | 2000年3月15日  | トイズファクトリー | TFCC-87054 | 廃盤          | My Place                      |
| 2nd  | Luv is Magic (Eriko with Crunch)        | 2000年8月2日   | トイズファクトリー | TFCC-87068 | 廃盤          | My Place                      |
| 3rd  | in the Name of Love                     | 2000年11月22日 | トイズファクトリー | TFCC-87076 | 廃盤          | My Place                      |
| 4th  | identity                                | 2001年3月7日   | トイズファクトリー | TFCC-87081 | 廃盤          | My Place                      |
| 5th  | Set Me Free!                            | 2001年6月5日   | トイズファクトリー | TFCC-87090 | 廃盤          | My Place                      |
| 6th  | Don't stop the music                    | 2002年1月23日  | SONIC GROOVE       | AVCD-16013 | -             | Single Collection〜Stairway〜 |
| 7th  | Our Relation                            | 2002年7月10日  | SONIC GROOVE       | AVCD-16019 | CCCD          | Single Collection〜Stairway〜 |
| 8th  | Butterfly                               | 2003年7月2日   | SONIC GROOVE       | AVCD-16040 | CCCD          | Single Collection〜Stairway〜 |
| -    | star/朝 (elly)                          | 2005年9月22日  | elly music         | EM-001     | 通販限定/完売 | Neverland                     |
| -    | journey/Doo-wop (elly)                  | 2006年5月13日  | elly music         | EM-002     | 会場限定/完売 | Neverland                     |
| 配信 | なんくるないさぁ                        | 2011年4月6日   | SONIC GROOVE       | -          | -             | just kiddin'                  |
| 9th  | なんくるないさぁ/カウ☆G                 | 2011年11月16日 | SONIC GROOVE       | AVCD-16251 | 通常盤        | just kiddin'                  |
| 9th  | なんくるないさぁ/カウ☆G                 | 2012年1月21日  | avex club          | AQC1-50657 | イオン限定盤  | just kiddin'                  |
| 10th | はなかっパレード/はなかっパラダイス     | 2012年11月14日 | SONIC GROOVE       | AVCD-16275 | -             | just kiddin'                  |

### アルバム
|        | タイトル                      | 発売日         | レーベル           | 規格品番     | 備考            |
| ------ | ----------------------------- | -------------- | ------------------ | ------------ | --------------- |
| 1st    | My Place                      | 2001年7月18日  | トイズファクトリー | TFCC-88184   | 廃盤            |
| ベスト | Single Collection〜Stairway〜 | 2004年11月25日 | SONIC GROOVE       | AVCD-16053   | 限定盤 (CD+DVD) |
| ベスト | Single Collection〜Stairway〜 | 2004年11月25日 | SONIC GROOVE       | AVCD-16054   | 通常盤 (CD)     |
| 2nd    | Neverland (elly)              | 2006年9月27日  | Rhythm REPUBLIC    | RRCD-85345   | -               |
| 3rd    | うたごえ                      | 2009年4月29日  | SONIC GROOVE       | AVCD-16176   | CD+DVD          |
| 3rd    | うたごえ                      | 2009年4月29日  | SONIC GROOVE       | AVCD-16177   | CD              |
| 4th    | just kiddin'                  | 2013年9月4日   | SONIC GROOVE       | AVCD-16365/B | CD+DVD          |
| 4th    | just kiddin'                  | 2013年9月4日   | SONIC GROOVE       | AVCD-16366   | CD              |

### DVD
|     | タイトル                                                | 発売日         | レーベル           | 規格品番   | 備考               |
| --- | ------------------------------------------------------- | -------------- | ------------------ | ---------- | ------------------ |
| 1st | My Place ON FILMS                                       | 2001年12月19日 | トイズファクトリー | TFBQ-18012 | PV集/廃盤          |
| 2nd | a gift for you elly LIVE 2006 〜Neverland〜 (elly)      | 2007年2月14日  | elly music         | ER08-06-00 | ライブDVD/通販限定 |
| 3rd | a gift for you vol.2 elly LIVE 2007 〜instinct〜 (elly) | 2008年2月14日  | elly music         | ELLY-1225  | ライブDVD/通販限定 |
| 4th | Eriko Imai LIVE 2010 〜Your Selection〜                 | 2011年2月22日  | elly music         | ELLY-1218  | ライブDVD/通販限定 |

### 参加作品
SPEEDのシングルに収録
| タイトル                                  | 収録作品                            | 発売日         | レーベル           | 規格品番     | 備考 |
| ----------------------------------------- | ----------------------------------- | -------------- | ------------------ | ------------ | ---- |
| 冷たくしないで (Eriko with Crunch)        | ALL MY TRUE LOVE (SPEED)            | 1998年10月28日 | トイズファクトリー | TFCC-87018   | 廃盤 |
| EVERYDAY, BE WITH YOU (Eriko with Crunch) | Breakin' out to the morning (SPEED) | 1999年5月19日  | トイズファクトリー | TFCC-87031   | 廃盤 |
| 彼は昔の彼ならず (ミドリカワ書房とelly)   | リンゴガール (ミドリカワ書房)       | 2006年2月22日  | ソニーレコード     | SRCL-6234    |      |
| 雪空Letter (elly)                         | CHRISTMAS HARMONY (オムニバス)      | 2007年11月21日 | SONIC GROOVE       | AVCD-16141/2 |      |
| 始まりのキス (elly)                       | Spring Harmony (オムニバス)         | 2008年2月13日  | SONIC GROOVE       | AVCD-16151   |      |

### 未発表曲
- Good Night
- 嘘
- 君は君のままで
- 世界一
- 誰よりも
- mystery note
- 涙星
- ほろ苦いチョコレート
- New Days
- +1

## 所属団体・議員連盟
- 格闘技振興議員連盟

## 支援団体
- 日本音楽事業者協会（2022年参院選時に支持）[39]
- 日本音楽制作者連盟（同上）[39]
- コンサートプロモーターズ協会（同上）[39]
- 日本音楽出版社協会（同上）[39]

## 出演

### テレビ番組

#### ドラマ
- 金曜ドラマ『L×I×V×E』（1999年4月 - 6月、TBS） 坂口美咲 役　※新垣仁絵とダブル主演
- 土曜ドラマ『新宿暴走救急隊』（2000年10月 - 12月、日本テレビ） 森山ひかり 役　※第7話ゲスト出演（上原多香子と共演）
- 衛星ドラマ劇場・ドラマDモード『ルージュ』（2001年8月 - 10月、NHK総合・NHK衛星第二） 谷川里彩 役　※主演

#### ドラマ以外
- ほっとNIGHT おきなわ愛ランド「夏休み特集 チビッ子カラオケ大会」（1989年8月1日、琉球放送）- 素人時代に出場。
- うたばん（2002年7月11日、TBS）
- みんなの手話（2010年4月-2013年3月、NHK教育）
- 耳の日特番「なんくるないさぁ〜今井絵理子が息子と歩んだ6年〜」（2011年3月5日、日本テレビ）
- 旅のチカラ「心のビートで踊れ 歌手 今井絵理子」（2011年5月3日、BSプレミアム）
- UTAGE!（2014年4月21日、TBS、島袋寛子と共に出演）
- かんたん!アイデアレシピ〜食卓を彩るフィラデルフィア〜（2014年10月24日 - （終了）、BS-TBS）
- 目撃！日本列島『おめでとうと言いたくて〜風疹と出産“命の記念日”〜』(2014年2月7日、NHK総合、ナレーション)

### 映画
- アンドロメディア （1998年、松竹） 洋子 役　※SPEEDメンバー全員出演
- ドリームメーカー （1999年、東映） ※ゲスト出演（上原多香子と共演）
- 陰陽師 （2001年、東宝） 蜜虫 役
- 陰陽師II （2003年、東宝） 蜜虫 役
- ぼくの孫悟空 （2003年、松竹） 愛鈴 役[40]　※声優として　主題歌「Butterfly」
- ゆずり葉-君もまた次のきみへ- （2009年） 早苗 役

### 舞台
- 『NINAGAWA 火の鳥』 （2000年11月、さいたまスーパーアリーナ） ロミ 役　※主演
- ブロードウェイミュージカル『フットルース』 （2002年9月 - 10月、神戸国際会館・赤坂ACTシアター） エリエル・ムーア 役　※主演
- 日本音楽事業者協会創立40周年ミュージカル『スター誕生』 （2004年3月 - 4月、青山劇場） 秋山ミオ 役　（仲間由紀恵、島谷ひとみらと共演）

※デビュー前、沖縄アクターズスクール時代からSPEEDのメンバーと数々のミュージカルに主演・出演歴がある（安室奈美恵、知念里奈、安達祐実らと共演）。

### CM
- ハウス食品「フルーチェ」 （2000年2月 - 4月）
- 資生堂「TISS」 （2000年9月）
- アサヒ飲料「バヤリース オレンジフルオレンジ」 （2001年2月 - 6月）

### ラジオ
- 『Be@t B@by!!今井絵理子 HOT LINK』→『月曜JUNK 今井絵理子 HOT LINK』 （2000年10月 - 2003年3月、2002年にタイトル変更。TBSラジオ）

### Web
- ellych「...& smile」(2008年 -、自身オフィシャルサイト)
- 笑ちら！(2011年4月16日、ニコニコ動画)
- 今井絵理子 誕生日特別企画 Let's パーリィ〜（2011年9月22日、Ustream）
- 「ドラゴンクエストX TV ver.2 #6 バージョン2.2最新情報」(2014年7月15日、ニコニコ動画)

### コンサート
- elly live 2005 〜rebirth〜 (2005年9月22日)(追加公演 10 月)
- elly live 2006 〜journey〜 (2006年5月13日)
- elly live 2006 〜Neverland〜 (2006年10月22日・28日)(追加公演 11月12日・22日)
- elly LIVE 2007 〜soar〜 (2007年4月3日)
- 今井絵理子 Christmas LIVE 2007 〜instinct〜 (2007年12月25日)
- elly presents live 2008 (2008年2月9日)
- LIVE&TALK (2008年9月30日)
- elly LIVE 2009 〜うたごえ〜 (2009年5月23日・31日)(新型インフルエンザで 2009年5月20日 中止発表)
- Eriko Imai Live 2010〜Your Selection〜(2010年11月21日・12月18日)
- 今井絵理子LIVE 2011「7時だよ！全員集合！いぇぃ いぇい」(2011年12月28日)
- 今井絵理子ファンミーティング2016 (2016年5月22日)

### フォト&エッセイ集、絵本
- 『笑顔でいこう』（祥伝社、2005/10/18、ISBN 978-4396430122） -  今井絵理子 (著)
妊婦日記と写真
- 『ココロノウタ〜息子と歩んだ四年間、そしてこれから〜』（祥伝社、2009/2/14、ISBN 978-4396430221） -  今井絵理子 (著)
書き下ろしエッセイと写真
- 『おやこ劇場』（祥伝社、2011/4/8、ISBN 978-4396430429） -  今井絵理子 (著)
同年4月17日には発売記念握手会を開催。
- 『ころがってごらん』（主婦と生活社、2011/7/8、ISBN 978-4391140774） -  いまい えりこ (著), うしじま ひろみ (イラスト)
- 『動かなきゃ、何も始まらない』（光文社、2021/11/10、ISBN 978-4334952655） -  今井絵理子 (著)

## 選挙歴
| 当落 | 選挙                     | 執行日         | 年齢 | 選挙区       | 政党       | 得票数     | 得票率 | 定数 | 得票順位 /候補者数 | 政党内比例順位 /政党当選者数 |
| ---- | ------------------------ | -------------- | ---- | ------------ | ---------- | ---------- | ------ | ---- | ------------------ | ---------------------------- |
| 当   | 第24回参議院議員通常選挙 | 2016年07月10日 | 32   | 参議院比例区 | 自由民主党 | 31万9359票 | ーー   | 48   | /                  | 5/19                         |
| 当   | 第26回参議院議員通常選挙 | 2022年07月10日 | 39   | 参議院比例区 | 自由民主党 | 14万8800票 | ーー   | 50   | /                  | 15/18                        |